# Enkelsändning

Grafisk illustration av enkelsändning

Enkelsändning är inom datorkommunikation när informationen som sänds skickas till endast en mottagare och är den form av datorkommunikation som idag är vanligast.
Inom datornätverk används ofta flersändning för att återvinna något av den effektivitetsförlust som enkelsändning och broadcastning kan resultera i.
Radiostationer som sänder via internet använder sig av enkelsändning där en ny lyssnare blir en ny dataström med exakt samma innehåll, detta resulterar förstås i höga bandbreddskostnader.
Servrar för enkelsändning tillhandahåller en dataström till en ensam användare, medan servrar för flersändning har möjlighet att stödja en mycket större "publik" genom att dataströmmar skickas samtidigt till flera användare.